# الديرون (حماة)
الديرون قرية سورية تتبع ناحية وادي العيون في منطقة مصياف في محافظة حماة في سوريا يبلغ عدد سكانها حوالي 250 نسمة وتبعد عن مدينة حماة 40 كيلو متر باتجاه الغرب، الطريق إلى الديرون يخترق الجبال صعودا مرورا ببلدة ومصيف وادي العيون وينحدر بعدها إلى قرية الديرون، الطريق ملتو متعرج تكثر على جانبيه الأودية العميقة.
تقع في وادي محاط بالجبال الشاهقة وتقع القرية على ارتفاع 800 متر عن سطح البحر ويصل ارتفاع القمم الجبلية المحيطة إلى أكثر من 1600 متر عن سطح البحر. وتمتاز بطبيعتها الجميلة والغنية بأشجار السنديان والأس والدلب والقطلب والخروب والجوز والريحان والصفصاف ويمر في القرية نهر الديرون قادما من أعالي الجبال ليصب في البحر.
ويوجد في قرية الديرون عدد من المطاعم والمنتزهات الشعبية ويوجد في الديرون شقق مجهزة للزوار والسياح متاحة بإيجار يومي أو أسبوعي أو شهري.

## وصلات خارجية
- «الديرون».. تعانق الجبال والوديان وللتاريخ حكايات عديدة في ثناياها